# 王貞吉
王貞吉（15世紀—16世紀），字南富，江西吉安府泰和縣南富人，明朝政治人物。

## 生平
王貞吉是正德十一年（1511年）丙子科舉人，授平山縣知縣，重修地方廟學，為政廉平而明決，陞任南京刑部主事，轉本部員外郎，晉工部虞衡司郎中。之後外調廣西潯州府知府，修繕府城、整頓器械、招募壯丁、嚴勵賞罰，用計謀殲滅入侵的苗族首領，對方因此震懾受撫；南寧府告警，朝廷調他為知府，同時招撫和剿滅苗族，一年內地方恢復穩定，論功陞陜西行太僕寺卿提督馬政，不久辭官回鄉，家居二十多年，興辦學校惠及族人，數十位窮家子弟憑藉其學校考中科舉。

## 引用
1. 1 2  同治《泰和縣志·卷十七·列傳》：王貞吉，字如晦，南富人，舉正德丙子，初任平山知縣有惠政，陞南京刑部主事，轉本部員外，晉工部虞衡司郎中，出守廣西潯州；時苗酋猖獗，郡中鼎沸，貞吉繕城隍、修器械、募丁壯、嚴賞罰，設計殲其渠魁，羣苗震懾就撫。南甯告警，復補南甯知府，勦撫並用，治如潯州，不踰年苗悉平，論功陞陜西行太僕寺卿提督馬政，乞休家居二十餘年，興學惠族，寒門賴舉鄉火者數十家。 府志
2. ↑  咸豐《平山縣志·卷五·職官志》：王貞吉，太和人，嘉靖十年由舉人任，重修廟學、允協士學，為政廉平、遇事明決，陞南京工部主事。